# طريق كينول-إيسيولو السريع
طريق كينول-إيسيولو السريع هو طريقٌ سريع مزدوج المسار مُخطط له في كينيا. يربط هذا الطريق السريع كينول في مقاطعة ماشاكوس، بمدينتي رويرو وتيكا في مقاطعة كيامبو، وكاباتي وماكويو في مقاطعة مورانغا، وساغانا وكيبيريغوي في مقاطعة كيرينياغا، وكاراتينا وكيغانجو في مقاطعة نييري، ونانيوكي في مقاطعة لايكيبيا، وتيماو في مقاطعة ميرو، وإيسيولو في مقاطعة إيسيولو.

## موقعه
يبدأ الطريق السريع في كينول، وهو حي في بلدة ميتابوني، في مقاطعة ماشاكوس، على بعد حوالي 25 كيلومتر (16 ميل) شمال ماشاكوس، حيث يقع مقر المقاطعة.
يأخذ اتجاهًا شماليًا عامًا عبر تسع مقاطعات كينية، ويدور حول جبل كينيا لينتهي في إيسولو، على بعد حوالي 305 كيلومتر (190 ميل)، إلى الشمال. إحداثيات الطريق السريع، في بلدة ساجانا، في مقاطعة كيرينياجا هي: 0°39'52.0"S، 37°12'29.0"E (خط العرض: -0.664444؛ خط الطول: 37.208056).
هذا الطريق السريع جزء من ممر طرقي هام يربط مقاطعات منطقة جبل كينيا التي يمر بها بأسواق شمال كينيا وإثيوبيا المجاورة. وهو جزء من شبكة طرق الممر الشمالي.
ينقسم الطريق السريع إلى قسمين: (أ) كينول-نييري، و(ب) نييري-إيسيولو. يُصنف الطريق كطريق من الفئة أ، ويخضع لسلطة الهيئة الوطنية للطرق السريعة في كينيا.

## التطوير والتوسعة
يتبع الطريق السريع، في معظمه، مسار الطريق أحادي المسار الحالي، وهو في مراحل مختلفة من الإهمال. تخطط حكومة كينيا، من خلال هيئة الطرق السريعة الوطنية الكينية شبه الحكومية، لتوسيع الطريق إلى طريق مزدوج. اعتبارًا من يناير 2019، اكتمل تصميم قسم كينول-نييري. في ذلك الوقت، كان من المتوقع أنه بحلول يونيو 2019، سيكتمل تصميم قسم نييري-إيسولو أيضًا. ومن المتوقع بعد ذلك أن ينتقل المشروع من مرحلة التصميم إلى مرحلة التوريد.